# 杜克·艾欧纳
小詹姆斯·R·“杜克”·艾欧纳（英語：James R. "Duke" Aiona Jr.，1955年6月8日—）为美国夏威夷州法官及共和党籍政治人物，曾于2002年至2010年间担任副州长。艾欧纳之后曾于2010年、2014年和2022年多次参加州长选举，但均以失败告终。